# Історія Зімбабве
Назва країни Зімбабве походить від словосполучення «Дзімбадземабве», що мовою шона означає «великий будинок з каміння».

## Давні часи
Основним промислом першої цивілізації, яка виникла на території сучасної Зімбабве, був видобуток золотих копалин. Першими поселенцями були бушмени.

## Середньовіччя

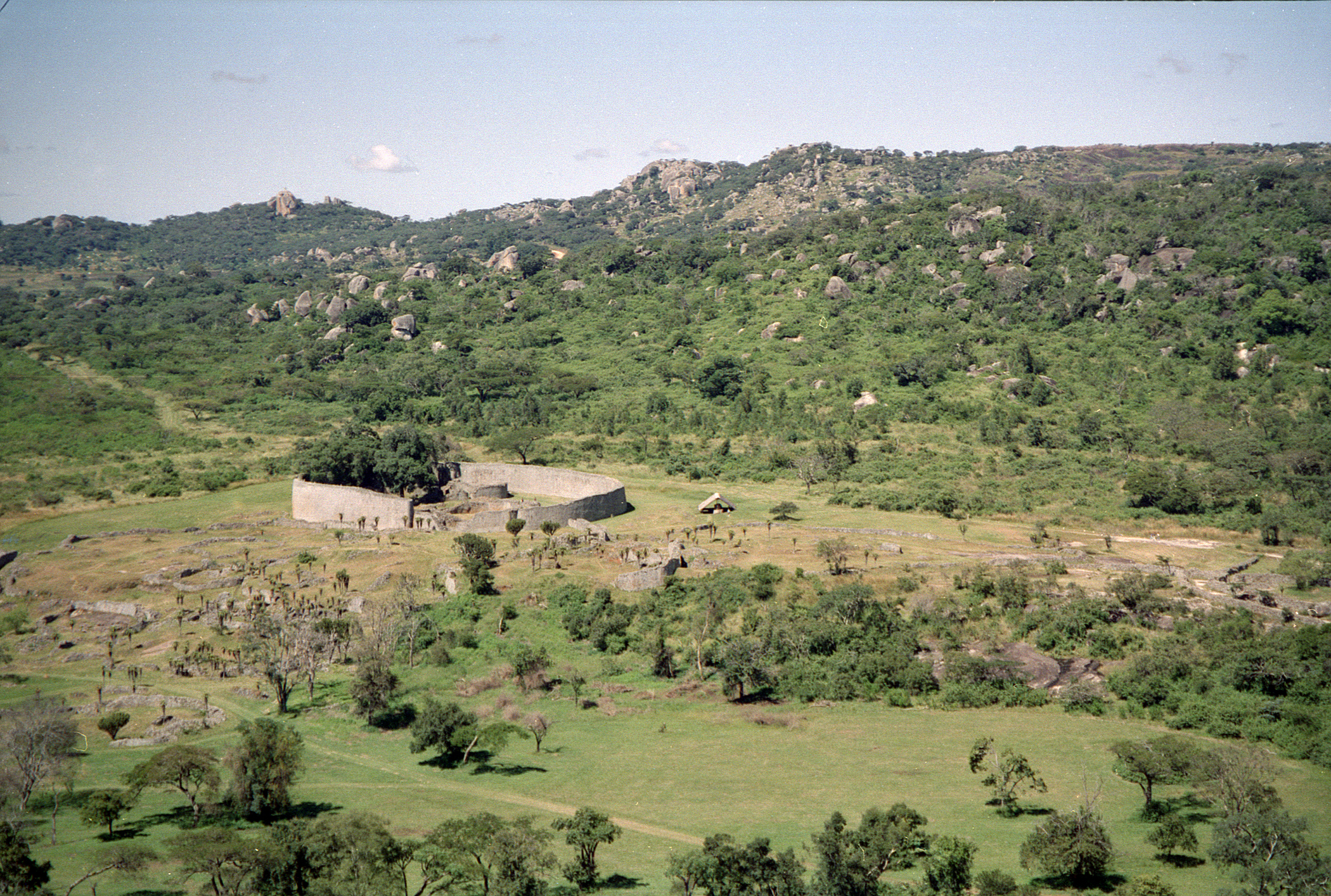
Велике Зімбабве

Приблизно у 800 р. племена банту захопили землі сучасного Зімбабве і збудували комплекс Великого Зімбабве, руїни якого можна побачити біля міста Масвінго.
В XI—XII ст. у державі Зімбабве активізується торгівля через порти на узбережжі сучасного Мозамбіку. З XV ст. вона входить до складу держави Мономотапа.
У XVIII ст. на території Зімбабве виникло королівство Ндебеле.

## Колонія Великої Британії (1898—1980)
У 1888-89 рр. відбувається боротьба європейських держав за колоніальний розподіл Африки, це стосується і кордонів королівства Ндебеле. Щоб мати доступ до надр цієї країни і право на їх використання, а також усунути конкурентів (німців, португальців та інших), емісари Сесіла Родса з Кімберлі отримали у тогочасного правителя Ндебеле обмежену концесію на видобуток корисних копалин. Створена Родсом «Бритіш Саут Африка компані» (БСАК) від англійської королеви отримала хартію, згідно з якою компанії надавались необмежені права на експлуатацію земель у цьому районі. У 1890 р., незважаючи на протести правителя уряду королівства Ндебеле, Родс направив у його країну білих першопрохідників, які заснували форт Солсбері (нині Хараре).
У 1897 році було затверджено офіційну назву країни — Південна Родезія. З 1898 року територію країни проголошено протекторатом Великої Британії. Насправді влада англійської корони була суто номінальною, а справжнім господарем у Південній Родезії стала БСАК. Компанія управляла Південною Родезією до 1923 року. Білі поселенці отримали великі повноваження в управлінні після того, як на проведеному роком раніше референдумі висловились проти приєднання Південної Родезії до Південно-Африканського Союзу. Білі добували золото, у незначній кількості мідь, азбест і вугілля, вирощували тютюн і кукурудзу, будували школи, лікарні і залізниці; в країні з'явилися перші автомобільні магістралі з твердим покриттям. Однак право на користування всіма цими досягненнями цивілізації мали лише білі, які власне і збудували їх.
Каменем спотикання залишалося земельне питання. У країні зберігалися створені під час колонізації резервати для африканців, усі інші землі знаходилися у вільній купівлі-продажу. Згідно з рекомендаціями 1925 р. комісії Моріса Картера і положеннями «Закону про розподіл землі» 1930 року було створено «білу» зону, де купувати землю мали право лише білі поселенці. Африканцям заборонялося жити у так званих поселенських районах. У містах їм дозволялося жити у своїх білих роботодавців, але без сім'ї, у так званих «локаціях». Африканці, які працювали за наймом, змушені були періодично долати чималі відстані від міст до резерватів, де залишалися їхні сім'ї. У 1930 р. половина орних земель належала близько 50 тисячам білих поселенців, а другою половиною володіли близько 1 млн африканців. У зв'язку із зростанням кількості населення навантаження на малородючі і погано забезпечені прісною водою землі у перенаселених резерватах збільшилося і досягло критичного рівня.
Архітектором «білої» Родезії вважається Годфрі Хігінс, прем'єр-міністр у 1933—1953 рр., який розробив план відокремленого розвитку двох расових общин Південної Родезії і закликав до сегрегації африканців. У 1936 р. уряд Хігінса посилив закони, якими регулювалося переміщення африканців за межами резерватів. З цього часу кожний дорослий чоловік-африканець був зобов'язаний завжди мати при собі реєстраційне посвідчення, на якому чиновники проставляли записи про сплату податків і фіксували підписання і розірвання контрактів з білими роботодавцями.
У 1920—1940 рр. африканці протестували проти економічної і політичної дискримінації, існували місцеві асоціації соціального забезпечення, африканські дискусійні клуби і релігійні секти, які відкололися від християнської церкви. У 1930—1940 рр. виникли перші політичні організації африканців.
Лише після 1953 р., коли утворилася Федерація Родезії і Ньясаленда, до якої увійшли Південна Родезія, Північна Родезія і Ньясаленд, у африканців з'явилася можливість створити національну політичну організацію. Міська молодіжна ліга трансформувалася в Африканський національний конгрес (АНК). Очолили цю політичну організацію Джошуа Нкомо, Джордж Ньядоро, Джеймс Роберт Чикерема. Проте на початку 1959 р., коли АНК почав завойовувати симпатії і отримав підтримку більшості африканського населення, влада заборонила його діяльність.
У наступні роки виник ряд інших політичних угруповань на чолі з Нкомо — Національно-демократична партія, діяльність якої було заборонено у 1962 р., Союз африканського народу Зімбабве (ЗАПУ), заборонений у 1962 р., і Народна опікунська рада (заборонено у 1964 р.). У 1963 р., після того, як багато освічених шона почали висловлювати невдоволення керівництвом Нкомо, ЗАПУ розколовся, а з нього виокремився Африканський національний союз Зімбабве (ЗАНУ) на чолі зі священиком Ндабінінги Сітоле.

## Боротьба за незалежність
На початку 1960-х років у відповідь на масовий національно-визвольний рух Велика Британія поставила умови надання колонії незалежності і перехід влади до африканської більшості. У цій ситуації уряд білої меншості на чолі зі Смітом заявив про однобічне проголошення незалежності країни, але її не визнали ні Велика Британія, ні міжнародне співтовариство.
З кінця 1960-х років країна має офіційну назву Родезія.
У 1970-х роках сили національно-визвольного руху, які базувалися на території сусідніх Замбії та Мозамбіку, розгорнули збройну боротьбу за незалежність Родезії. Партизанська війна за незалежність тривала з 1972 по 1979 рр. Велика Британія скликала конференцію з мирного врегулювання, було припинено вогонь і проведено загальні вибори під наглядом офіційних представників британського уряду і Співдружності націй.
Умови незалежності були погоджені в Лондоні в 1979. 18 квітня 1980 р. було проголошено незалежність Республіки Зімбабве.

## Після 1980
Роберт Мугабе об'єднав пости глави держави й уряду і став виконавчим президентом. ЗАНУ і ЗАПУ формально об'єдналися в 1989, що викликало протест проти однопартійного державотворення. Мугабе залишався президентом до 2017 року.
14 листопада 2017 року, після того, як Мугабе відправив у відставку віце-президента Емерсона Мнангагву, який вважався ймовірним наступником глави держави, армійські підрозділи перекрили основні магістралі країни. У ніч на 15 листопада в Хараре було захоплено будівлю державної телерадіокомпанії ZBC. При цьому генерал-майор Сібусісо Мойо стверджував, що відбувається, не переворот, а «взяття ситуації під контроль, спрямований проти «злочинців», які оточують чинного главу держави».
18 листопада в країні пройшли масові акції протесту проти режиму Мугабе. 19 листопада правляча партія Зімбабве закликала Мугабе подати у відставку. 21 листопада він покинув пост президента Зімбабве. Згідно з конституцією Зімбабве, виконуючим обов'язки президента в той же день став другою віце-президент Фелекезела Мфоко. 22 листопада спікер парламенту Джейкоб Муденда на прес-конференції повідомив про те, що правляча партія номінувала Мнангагву на пост президента і його інавгурація пройде 24 листопада. 24 листопада 2017 року Мнангагва склав президентську присягу.
На перших президентських виборах в країні після відсторонення від влади Роберта Мугабе, що пройшли в липні 2018 року, переміг Еммерсон Мнангагва, кандидат від правлячої партії Зансе-ПФ, з 50,8% голосів. Основний кандидат від опозиції, Нельсон Чаміза, відмовився визнати офіційні результати, звинувативши виборчу комісію у фальшуваннях. Результати виборів стали причиною масових демонстрацій опозиції, на розгін яких в столиці країни, Хараре, були кинуті поліція і солдати. Кілька демонстрантів загинуло.